# 𰥏
，上“目”下“口”，是见于殷墟甲骨卜辞的甲骨文字（《合集》10100片、14691片、14749片正面等），隶定作，其读音尚无法考证。卜辞中又作“子”（《合集》3100片反面、3120片、14032片）。𰥏受到殷人的祭祀，其中《合集》14749片正面契载“燎于。燎于王亥”，与已知的商朝先公王亥并同受到殷人的燎祭。江林昌据此认为可能是商朝的一位先公远祖，但具体指文献中的哪一位先祖，则需往后更深入的研究。

## Unicode收錄
本字在2020年3月10日更新的Unicode 13.0版本裏，獲收錄至中日韓統一表意文字擴展區G區塊中。編碼爲U+3094F 𰥏 。